# Alien, o Oitavo Passageiro
Alien (Brasil / Portugal / PALOP: Alien, o Oitavo Passageiro ou Alien, o 8.º Passageiro) é um filme britanico-estadunidense de 1979 dirigido por Ridley Scott e protagonizado por Tom Skerritt, Sigourney Weaver, Veronica Cartwright, Harry Dean Stanton, John Hurt, Ian Holm e Yaphet Kotto. É o primeiro filme da franquia Alien. O título do filme refere-se ao antagonista primário: uma criatura alienígena altamente agressiva que persegue e mata a tripulação de uma nave espacial. Dan O'Bannon escreveu o roteiro do filme baseado em uma história criada por ele e por Ronald Shusett, tirando inspiração de trabalhos anteriores de ficção científica e terror. O filme foi produzido pela Brandywine Productions e distribuído pela 20th Century Fox, com os produtores David Giler e Walter Hill fazendo revisões e adições significativas no roteiro. O Alien e seus elementos acompanhantes foram criados pelo pintor surrealista H. R. Giger, enquanto os artistas conceituais Ron Cobb e Chris Foss criaram os aspectos humanos do filme.
Alien foi aclamado pela crítica e foi um sucesso de bilheteria, recebendo o Oscar de melhores efeitos visuais, os Saturn Awards de melhor filme de ficção científica, melhor direção para Scott e melhor atriz coadjuvante para Cartwright, o Hugo Award de melhor apresentação dramática junto com várias indicações. Permaneceu muito elogiado nas décadas seguintes, sendo escolhido para preservação em 2002 pelo National Film Registry da Biblioteca do Congresso dos Estados Unidos, sendo considerado um filme "culturalmente, historicamente, ou esteticamente significante".
O sucesso de Alien criou uma franquia de livros, quadrinhos, jogos e brinquedos, como também três sequências e três prequências. Também lançou a carreira de Weaver, dando a ela seu primeiro papel principal, e a história dos encontros de Ripley com os alienígenas se tornou a base para as histórias das sequências: Aliens (1986), Alien 3 (1992) e Alien Resurrection (1997).

## Enredo
A nave espacial rebocadora Nostromo está em sua viagem de volta de Thedus para a Terra, rebocando uma refinaria e 20 milhões de toneladas de minério, carregando sete tripulantes em criossono. Ao receber uma transmissão de origem desconhecida de um planetoide vizinho, o computador da nave acorda a tripulação. Agindo sob ordens de seus empregadores, a tripulação desanexa a Nostromo da refinaria e aterrissa no planeta, danificando a nave. O Capitão Dallas, o Primeiro Oficial Kane e a Navegadora Lambert saem para investigar a origem do sinal, enquanto a Subtenente Ripley, o Oficial de Ciências Ash e os Engenheiros Brett e Parker ficam para trás para monitorar seu progresso e consertar a nave.
Dallas, Kane e Lambert descobrem que o sinal está vindo de uma nave alienígena abandonada. Dentro eles encontram os restos de uma enorme criatura alienígena, cujas costelas parecem ter explodido de dentro para fora. Enquanto isso, o computador da Nostromo parcialmente decifra o sinal da transmissão, que Ripley determina como algum tipo de alerta. Kane descobre uma grande câmara contendo vários ovos, um dos quais lança um maniforme, que se prende a seu rosto. Dallas e Lambert carregam Kane para a Nostromo. Ash permite que eles entrem contra as ordens de Ripley para seguir o protocolo de quarentena da nave. Sem sucesso, eles tentam remover o maniforme do rosto de Kane, descobrindo que seu sangue é um ácido extremamente corrosivo. Em um dado momento, o maniforme se solta sozinho e morre. Com a nave consertada, a tripulação continua sua viagem de volta à Terra.
Kane acorda, aparentemente ileso, porém, durante uma refeição, antes de voltarem para as cápsulas de criogenia, ele começa a engasgar e ter convulsões até que uma criatura alienígena sai de seu peito, matando-o e fugindo pela nave. Sem armas convencionais, a tripulação tenta localizar e capturar a criatura criando sensores de movimento, aguilhões elétricos e lança chamas. Brett segue o gato da tripulação até uma grande sala onde o agora crescido Alien o ataca e desaparece com seu corpo pelo sistema de ventilação. Dallas entra no sistema de ventilação tentando forçar o Alien para uma eclusa de ar de onde ele possa ser expelido da nave, porém ele é emboscado pela criatura. Lambert implora para que o resto da tripulação escape na nave auxiliar da Nostromo, porém Ripley, agora no comando, explica que a nave auxiliar não vai suportar quatro pessoas.
Acessando o computador da nave, Ripley descobre que Ash recebeu ordens de trazer o Alien para os empregadores da Nostromo, mesmo que isso custe a vida de toda a tripulação. Ash a ataca, porém Paker intervém e corta sua cabeça com o lança chamas, revelando que Ash era um andróide. Antes de Parker incinerá-lo, Ash prevê que o restante da tripulação não vai sobreviver. As três pessoas restantes planejam ativar a sequência de autodestruição da Nostromo e escapar pela nave auxiliar, porém Parker e Lambert são mortos pelo Alien enquanto reúnem os suprimentos necessários. Ripley inicia a sequência de autodestruição e vai para a nave auxiliar com o gato da tripulação, porém o Alien bloqueia seu caminho. Ela tenta, sem sucesso, abortar a sequência de autodestruição. Ripley retorna e descobre que o Alien sumiu, escapando no último minuto da explosão da Nostromo.
Enquanto se prepara para entrar em hipersono, Ripley descobre que o Alien está a bordo da nave auxiliar. Ela coloca uma roupa espacial e abre a escotilha, causando uma descompressão explosiva que força o Alien a sair pela escotilha aberta. Ela atira com uma arma de gancho, porém a arma sai de sua mão e fica presa na porta, amarrando o Alien à nave. A criatura tenta ir para um dos motores, porém Ripley os ativa e o Alien é expelido para o espaço. Ela então entra na cápsula de criogenia juntamente ao gato, continuando sua viagem de volta à Terra.

## Elenco
- Tom Skerritt como Capitão Arthur Dallas: O capitão do veículo de reboque comercial USCSS Nostromo. Ele estava no comando da fatídica viagem da embarcação em 2122, quando encontrou um Xenomorfo em LV-426.
- Sigourney Weaver como  Tenente de Primeira Classe  Ellen Ripley: A subtenente da Nostromo,  e terceira na linha de comando da embarcação, que acaba se tornando a única sobrevivente do incidente. Também é tutora de Jones, o gato.
- Veronica Cartwright como Joan Lambert: A navegadora da USCSS Nostromo.
- Harry Dean Stanton como Samuel Brett: O técnico de engenharia a bordo do veículo de reboque comercial USCSS Nostromo.
- John Hurt como Thomas Kane: O Primeiro oficial da Nostromo, que acabaria impregnado pelo ovo alienígena e dando origem à criatura que atacaria o resto da tripulação após sua morte.
- Ian Holm como Ash: Um sintético da Corporação Weyland-Yutani e o oficial de ciências da Nostromo, com uma missão oculta de descobrir e reaver um espécime do Alien.
- Yaphet Kotto como Dennis Parker: O engenheiro chefe da Nostromo.
- Bolaji Badejo como o Alien: Uma espécie extraterrestre endoparasitoide altamente agressiva.

## Produção

### Origens

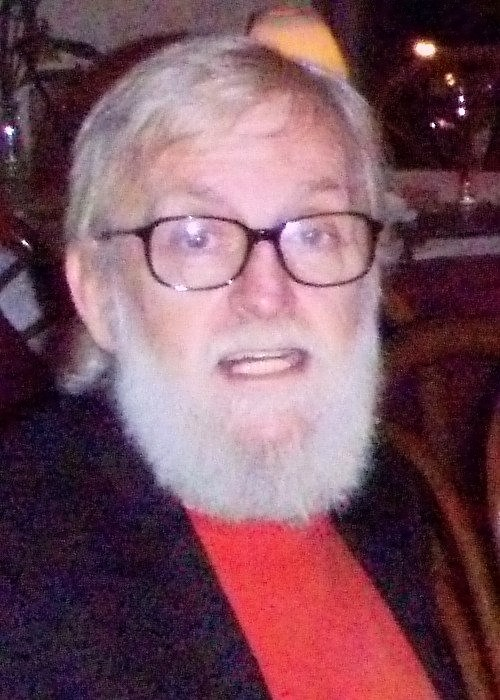
Dan O'Bannon escreveu o roteiro de Alien.

Enquanto estudava cinema na Universidade do Sul da Califórnia, Dan O'Bannon fez uma comédia de ficção científica com o diretor John Carpenter e o artista conceitual Ron Cobb chamada Dark Star. O filme possuía um alienígena que havia sido criado com uma bola de praia pintada com spray, e a experiência deixou O'Bannon "querendo muito fazer um filme com um alienígena que parecesse real". Alguns anos depois ele começou a trabalhar em uma história semelhante que se focaria mais no terror: "Eu sabia que queria fazer um filme assustador em uma nave espacial com um número pequeno de astronautas", ele lembra, "Dark Star como um filme de terror ao invés de uma comédia". Ronald Shusett, enquanto isso, estava trabalhando em uma versão de um roteiro que eventualmente se tornaria Total Recall. Impressionado por Dark Star, ele contatou O'Bannon e os dois concordaram em colaborar em seus projetos, escolhendo trabalhar primeiro no filme de O'Bannon porque os dois acreditaram que ele seria o mais barato de se produzir. O'Bannon havia escrito vinte e nove páginas de um roteiro chamado Memory que consistia naquilo que se tornaria as cenas de abertura de Alien: uma tripulação de astronautas acordando e descobrindo que sua viagem foi interrompida porque estão recebendo um sinal vindo de um misterioso planetoide. Eles investigam e sua nave quebra na superfície. Entretanto, ele ainda não tinha uma ideia clara de como seria o antagonista alienígena da história.
O'Bannon logo aceitou a oferta de trabalhar na adaptação do romance Dune, um projeto que o levou à Paris por seis meses. Apesar do projeto não ter dado certo, ele o apresentou para vários artistas cujos trabalhos lhe deram ideias para sua história de ficção científica, incluindo Chris Foss, H. R. Giger e Jean Giraud. O roteirista ficou impressionado pelas capas de Foss para livros de ficção científica, e achou que os trabalhos de Giger eram "perturbadores": "As pinturas dele tiveram um profundo efeito em mim. Eu nunca havia visto algo que era tão horrível e ao mesmo tempo tão bonito quanto seus trabalhos. Então eu acabei escrevendo um roteiro sobre um monstro Giger". Depois do projeto de Dune, O'Bannon retornou para Los Angeles, e ele e Shusett reviveram o roteiro Memory. Shusett sugeriu que O'Bannon usasse uma de suas outras ideias para filmes, gremlins se infiltrando em um bombardeiro B-17 durante a II Guerra Mundial, e a colocasse em uma nave especial como a segunda metade da história. O título provisório do projeto agora era Star Beast, porém O'Bannon não gostou e o mudou para Alien depois de perceber a quantidade de vezes que a palavra aparecia no roteiro. Ele e Shusett gostaram da simplicidade do novo título e seu significado duplo como substantivo e adjetivo. Shusett criou a ideia de que um dos tripulantes poderia ser implantado com um embrião do alien que mais tarde sairia dele, achando que esse era um dispositivo de roteiro interessante para que a criatura entrasse na nave.
Ao escrever o roteiro, O'Bannon se inspirou em obras anteriores de ficção científica e terror. Ele mais tarde afirmou que "Eu não roubei Alien de ninguém. Eu roubei de todos!". The Thing from Another World (1951) inspirou a ideia de homens profissionais sendo perseguidos por uma mortal criatura alienígena através de um ambiente claustrofóbico. Forbidden Planet (1956) lhe deu a ideia de uma nave sendo avisada para não pousar, e então sua tripulação sendo morta, um por um, por uma misteriosa criatura após terem ignorado o aviso. Terrore nello Spazio (1965) contém uma cena em que o herói descobre um enorme esqueleto alienígena; isso inspirou a descoberta da tripulação da Nostromo da enorme criatura alienígena na nave abandonada. O'Bannon também salientou a influência de "Junkyard", um conto de Clifford D. Simak em que uma tripulação pousa em um asteroide e descobre uma câmara cheia de ovos. Ele também citou como influências Strange Relations, de Philip José Farmer, que fala sobre a reprodução alienígena, e vários quadrinhos de terror da EC Comics em histórias que tinham monstros saindo de dentro das pessoas.
Com por volta de 85% do enredo completo, Shusett e O'Bannon apresentaram seu roteiro inicial para vários estúdios, o chamando de "Jaws no espaço". Eles estavam quase assinando um acordo com o estúdio de Roger Corman quando um amigo se ofereceu para arranjar um acordo melhor, passando o roteiro para Walter Hill, David Giler e Gordon Carroll, que haviam formado uma companhia de produção chamada Brandywine Productions que era próxima da 20th Century Fox. O'Bannon e Shusett assinaram um acordo com a Brandywine, porém Hill e Giler não estavam satisfeitos com o roteiro e o reescreveram e revisaram várias vezes. Isso causou tensão com os dois roteiristas, já que os produtores tinham pouca experiências com ficção científica e de acordo com Shusett: "Eles não eram bons em fazê-lo melhor, ou até não fazê-lo pior". O'Bannon achou que eles estavam criando uma justificativa para tirar seu nome do roteiro e afirmar que era deles. Hill e Giler adicionaram elementos substanciais à história, incluindo o androide Ash que O'Bannon achou ser um subenredo desnecessário, porém que Shusett posteriormente descreveu como "uma das melhores coisas no filme ... toda aquela ideia e estrutura era deles". No total, Hill e Giler fizeram oito rascunhos diferentes do roteiro, a maior parte se concentrando no subenredo de Ash, mas também fazendo o diálogo parecer mais natural e cortando algumas das sequências que se passavam no planetoide.
Apesar das inúmeras reescritas, a 20th Century Fox não expressou confiança para financiar um filme de ficção científica. Entretanto, após o sucesso de Star Wars em 1977, o interesse do estúdio no gênero cresceu substancialmente. De acordo com Carroll: "Quando Star Wars saiu e foi um sucesso extraordinário, de repente a ficção científica era o gênero do momento". O'Bannon lembra que "Eles queriam acompanhar Star Wars, e eles queriam acompanhar rápido, e o único roteiro de naves espaciais que tinham era Alien". Alien recebeu luz verde da 20th Century Fox e um orçamento inicial de US$ 4.2 milhões.

### Direção e desenho de produção

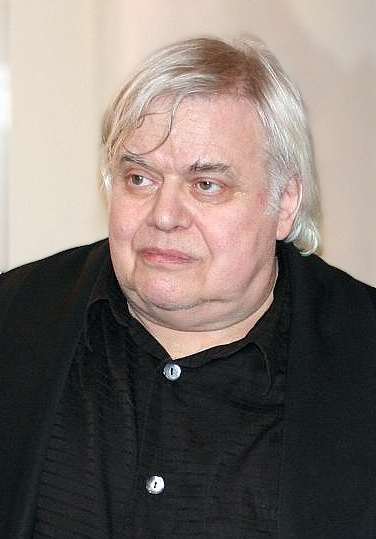
H. R. Giger desenhou e trabalhou no Alien e seus elementos acompanhantes.

O'Bannon originalmente achou que dirigiria Alien, porém a 20th Century Fox pediu para Hill dirigir. Hill recusou por ter outros compromissos e também porque não estava confortável em dirigir um filme com o número de efeitos visuais que seriam necessários. Peter Yates, Jack Clayton e Robert Aldrich foram considerados para o trabalho, porém O'Bannon, Shusett e a equipe da Brandywine acharam que esses diretores não levariam o filme à sério e o tratariam como um filme B de monstros. Giler, Hill e Carroll haviam ficado impressionados pelo filme de estreia do diretor Ridley Scott, The Duellists (1977), e lhe fizeram uma oferta para dirigir Alien, que Scott rapidamente aceitou. Scott criou storyboards detalhados para o filme em Londres, o que impressionou a 20th Century Fox ao ponto de dobrarem o orçamento do filme para US$ 8.4 milhões Seus storyboards incluíam desenhos para as naves espacias e para as roupas espaciais, tirando incluências de 2001: A Space Odyssey e Star Wars. Todavia, ele queria enfatizar o terror em Alien ao invés da fantasia, descrevendo o filme como o "The Texas Chain Saw Massacre da ficção científica".
O'Bannon mostrou a Pepino os trabalhos de H. R. Giger; ambos acharam que a pintura Necronom IV era o tipo de representação que eles queriam para o antagonista do filme e começaram a pedir para que o estúdio o contratasse como desenhista. A 20th Century Fox inicialmente acreditava que os trabalhos de Giger eram muito sinistros para o público, porém a equipe de Brandywine foi persistente a ele acabou sendo contratado. De acordo com Carroll: "No momento que Ridley [Scott] viu o trabalho de Giger, ele soube que seu maior problema de desenho, talvez o maior problema de todo o filme, tinha sido resolvido". Scott voou para Zurique para se encontrar com Giger e o recrutou para trabalhar em todos os aspectos do Alien e seu ambiente, incluindo a superfície do planetoide, a nave espacial abandonada e todas as formas da criatura desde ovo até adulto.

Me ofendem filmes que são tão superficiais que se baseiam em seus efeitos visuais, e é claro filmes de ficção científica são famosos por isso. Sempre achei que há outro jeito de se fazer isso: grande esforço deve ser gasto processando a nave espacial, ou viagem espacial, qualquer que deve ser o cenário fantástico da sua história – o mais convincente possível. Desse modo a história e os personagens mergulham e eles se tornam mais reais.

–Ron Cobb sobre seus desenhos para Alien.
O'Bannon trouxe os artistas Ron Cobb e Chris Foss (com quem ele havia trabalhado em Dark Star e Dune, respectivamente) para trabalhar no desenho de todos os aspectos humanos do filme como a nave espacial e as roupas espaciais. Cobb criou centenas de esboços preliminares dos interiores e do exterior da nave, que passou por vários desenhos conceituais e muitos nomes como Leviathan e Snark enquanto o roteiro era desenvolvido. O nome final da nave era derivado do título do romance de 1904 Nostromo: A Tale of Seaboard, escrito por Joseph Conrad, enquanto a nave de escape, chamada de Narcissus no roteiro, recebeu seu nome em homenagem a novela de 1897 The Nigger of the 'Narcissus': A Tale of the Sea , também de Conrad. A equipe de produção elogiou a habilidade de Cobbpara mostrar os ambientes interiores da nave de uma maneira realista e crível. Sob a direção de Scott o desenho da Nostromo passou a ser uma nave de 240 m de comprimento rebocando uma plataforma de 3.2 km de extensão por 2.4 km de largura. Cobb também criou alguns desenhos conceituais do Alien, porém eles não foram usados. Jean Giraud também trabalhou no projeto durante alguns dias, e suas visões para os figurinos serviram de base para as roupas espaciais criadas pelo figurinista John Mollo.

### Seleção de elenco
A seleção de elenco e os testes para Alien ocorreram em Nova Iorque e Londres. Com apenas sete personagens humanos na história, Scott procurou contratar atores fortes para que ele pudesse focar a maior parte de sua energia no estilo visual do filme. Ele contratou o diretor de elenco Mark Selway, que havia trabalhado com ele em The Duellists, para cuidar da seleção de elenco no Reino Unido, enquanto Mary Goldberg cuidou da seleção nos Estados Unidos. Ao desenvolver a história, O'Bannon se focou em escrever o Alien primeiro, desenvolvendo os personagens humanos depois. Em consequência, ele e Shusett escreveram todos os personagens como homens genéricos, com uma nota no roteiro dizendo "A tripulação é unisex e todos os papéis são permutáveis para homens e mulheres". Isso deixou Scott, Selway e Goldberg com liberdade para interpretar os personagens de sua própria maneira e escolher os atores de acordo. Eles queriam que a tripulação da Nostromo se parecesse com trabalhadores astronautas em um ambiente realista, um conceito resumido como "caminhoneiros no espaço". De acordo com Scott, esse conceito foi inspirado parcialmente por Star Wars, que sai do futuro perfeito anteriormente mostrado na ficção científica da época.
Os membros do elenco de Alien eram:
- Tom Skerritt: Skerritt recebeu a oferta do papel cedo no desenvolvimento do filme, porém recusou já que o projeto ainda não tinha um diretor e tinha um orçamento baixo. Mais tarde, quando Scott se tornou o diretor e o orçamento foi dobrado, Skerritt aceitou o papel de Dallas.[24][27]
- Sigourney Weaver: A decisão de ter uma mulher como protagonista do filme foi feita por Giler e Hill, achando que isso ajudaria Alien a se sobressair entre os filmes do gênero dominados por homens.[27] Weaver, que tinha experiência na Broadway porém era desconhecida em filmes, impressionou Scott, Giler e Hill com seu teste. Ela foi o último membro do elenco a ser contratada, e fez a maioria de seus teste no estúdio, enquanto os cenários estavam sendo construídos.[27][31] O papel de Ripley foi o primeiro papel principal de Weaver no cinema, e ela recebeu uma indicação ao Saturn Award de Melhor Atriz e outra para o BAFTA de Estrela Promissora em Papel Principal.[32]
- Veronica Cartwright: Cartwright tinha experiência prévia em filmes de ficção científica e terror.[33] Ela originalmente fez o teste para Ripley, e não foi informada que havia sido escalada para interpretar Lambert até chegar em Londres para fazer seus figurinos.[27][34] Ela não gostou da fraqueza emocional da personagem,[31] mesmo assim aceitou o papel: "Eles me convenceram que eu era os medos do público; eu era o reflexo daquilo que o público estava sentindo".[27] Cartwright venceu o Saturn Award de Melhor Atriz Coadjuvante por sua performance.[32]
- Harry Dean Stanton: As primeiras palavras de Stanton para Scott durante seu teste foram "Eu não gosto de filmes de ficção científica ou de monstros".[24] Scott adorou e convenceu Stanton a aceitar o papel afirmando que Alien seria um thriller mais parecido com And Then There Were None.[24][27]
- John Hurt: Hurt era a primeira opção de Scott para Kane, porém ele estava com contrato para trabalhar em um filme na África do Sul ao mesmo tempo que Alien, então Jon Finch foi escalado para o papel.[31] Entretanto, Finch ficou doente durante o primeiro dia de filmagens e foi diagnosticado com diabetes, que também havia se exacerbado para um caso de bronquite.[35] Hurt estava em Londres na época, seu projeto na África do Sul não havia dado certo, e rapidamente substituiu Finch.[27][35] Ele foi indicado ao BAFTA de Melhor Ator Coadjuvante por sua interpretação.[32]
- Ian Holm: Holm, um ator que em 1979 já havia aparecido em mais de vinte filmes, era o membro do elenco mais experiente em Alien.[19]
- Yaphet Kotto: Kotto foi escalado parcialmente para dar diversidade ao elenco e para dar a tripulação da Nostromo um "ar" internacional.[27] Kotto recebeu uma cópia do roteiro devido à seu sucesso em Live and Let Die, porém o ator e seu agente debateram um pouco antes dele receber a oferta para interpretar o papel.[36]
- Bolaji Badejo: Um estudante nigeriano, Badejo foi descoberto em um bar por um membro da equipe de seleção de elenco, que o colocou em contato com Scott.[31][37] Scott acreditava que Badejo, com 2,18 m de altura e bem magro, poderia interpretar o Alien e parecer que seus braços e pernas eram longos demais para serem reais, criando a ilusão que era impossível uma pessoa estar dentro do figurino.[31][37] Os dublês Eddie Powell e Roy Scammell também interpretaram o Alien em algumas cenas.[12][38]

Para ajudar os atores a se preparar para seus papéis, Ridley Scott escreveu várias páginas de histórias para cada personagem, explicando seu passado. Ele filmou vários dos ensaios para capturar a espontaneidade e improvisação, e tensões entre alguns membros do elenco, particularmente para a inexperiente Weaver, traduzindo convincentemente as tensões entre as respectivas personagens.
O crítico de cinema Roger Ebert aponta que os atores de Alien eram mais velhos do que o comum para filmes de terror/suspense da época, o que ajudou a tornar os personagens mais convincentes:
| “ | Nenhum era particularmente jovem. Tom Skerritt, o capitão, tinha 46, Hurt tinha 39 mas parecia ser mais velho, Holm tinha 48, Harry Dean Stanton tinha 53, Yaphet Kotto tinha 42, e apenas Veronica Cartwright com 29 e Weaver com 30 estavam na média de idade de elencos de terror/suspense usuais. Muitos filmes recentes de ação têm atores improvavelmente jovens escalados em papeis principais ou secundários, porém por tender aos mais velhos, Alien alcança uma certa textura sem querer fazer questão: Esses não são aventureiros, são trabalhadores, contratados para trazer 20 milhões de toneladas de minério para a Terra. | ” |

David McIntee, autor do livro Beautiful Monsters: The Unofficial and Unauthorised Guide to the Alien and Predator Films, observa que parte da eficiência do filme em assustar o público "vem do fato que o público pode se identificar com todos os personagens ... Todos a bordo da Nostromo são trabalhadores normais e comuns como todos nós. Eles apenas vivem e trabalham no futuro".

### Cenários e filmagens
As filmagens de Alien duraram quatorze semanas, de 5 de julho até 21 de outubro de 1978. As filmagens ocorreram no Shepperton Studios em Londres, enquanto as filmagens dos modelos e miniaturas foram feitas no Bray Studios. O tempo de produção foi curto devido ao baixo orçamento e a pressão vinda da 20th Century Fox para que tudo fosse finalizado a tempo. Uma equipe de 200 trabalhadores e técnicos construiram os três cenários principais: a superfície do planetoide alienígena, os interiores da Nostromo e a nave espacial abandonada. O desenhista de produção Les Dilley criou miniaturas 1/24 da superfície do planetoide e da nave abandonada baseado nos desenhos de Giger, e então criou moldes para aumentar seus tamanhos para virarem diagramas que formariam os cenários de madeira e fibra de vidro. Toneladas de areia, gesso, fibra de vidro, pedras e cascalho foram enviadas para o estúdio para serem esculpidas como a paisagem desértica do planetoide, que os atores andariam sobre usando os figurinos das roupas espaciais. As roupas eram espessas, volumosas e forradas com náilon, não tinham nenhum sistema de refrigeração e, inicialmente, nenhuma ventilação para o dióxido de carbono da respiração pudesse sair. Combinada com uma onda de calor, essas condições quase fizeram os atores desmaiarem, e enfermeiros tinham de ficar por perto com cilindros de oxigênio para ajudá-los a continuar o trabalho. Para cenas que mostram o exterior da Nostromo, um trem de pouso de 18 metros foi construído para passar a sensação da nave ser gigante. Scott achou que ela não parecia grande o bastante, então ele fez com que seus dois filhos e dois câmeras assumissem o lugar dos atores, usando roupas espaciais menores para que o cenário parecesse maior. A mesma técnica foi usada para a cena em que os tripulantes encontram uma enorme criatura espacial dentro da nave abandonada. As crianças quase desmaiaram devido ao calor, eventualmente sistemas de oxigênio foram adicionados para ajudar na respiração dos atores.
Os cenários dos três conveses da Nostromo foram criados, cada um, quase inteiramente em uma peça única, cada convés ocupando um estúdio separado e as várias salas conectadas por corredores. Para se movimentarem pelos cenários os atores tinham de navegar pelos corredores da nave, adicionando o sentimento de claustrofobia e realismo para o filme. Os cenários usavam grandes transístores e monitores de baixa resolução para criar uma aparência "usada" e industrial, e também para que parecesse que a nave tinha sido construída com uma tecnologia mais antiga. Cobb criou os símbolos industriais e os vários códigos de cor para várias áreas e aspectos da nave. A companhia dona da Nostromo não é revelada durante o filme, sendo chamada pelos personagens apenas como "a companhia". Entretanto, o nome e o logotipo da "Weylan-Yutani" aparece em vários lugares e objetos, como computadores e canecas. Cobb criou o nome para implicar uma aliança de negócios entre o Reino Unido e o Japão, tirando "Weylan" da British Leyland Motor Corporation e "Yutani" de seu vizinho japonês. A sequência Aliens (1986) nomeia a companhia como "Weyland-Yutani".

## Lançamento
Alien foi lançado de modo limitado nos cinemas dos Estados Unidos em 25 de maio de 1979, e foi lançado amplamente em todos os Estados Unidos em 22 de junho de 1979.

## Recepção
No site agregador de críticas Rotten Tomatoes, 97% das 91 resenhas dos críticos são positivas. O consenso diz: "Um clássico moderno, Alien e ficção científica, horror e poesia sombria em um conjunto harmonioso".